# Loir-et-Cher
Loir-et-Cher (41) is een Frans departement in de regio Centre-Val de Loire.

## Geschiedenis
Het departement was een van de 83 departementen die werden gecreëerd tijdens de Franse Revolutie, op 4 maart 1790 door uitvoering van de wet van 22 december 1789, uitgaande van delen van de provincies Orléanais en Touraine. De naam verwijst naar de twee zijrivieren van de Loire, de Loir en de Cher, die het departement doorstromen.

## Geografie
Loir-et-Cher is omgeven door de departementen Eure-et-Loir, Loiret, Cher, Indre, Indre-et-Loire en Sarthe.
Er zijn circa 140 kastelen in deze streek (zie ook kastelen van de Loire).
Loir-et-Cher bestaat uit de drie arrondissementen:
- Blois
- Vendôme
- Romorantin-Lanthenay

Loir-et-Cher heeft 15 kantons:
- Kantons van Loir-et-Cher

Loir-et-Cher heeft 291 gemeenten:
- Lijst van gemeenten in het departement Loir-et-Cher

## Demografie
De inwoners van Loir-et-Cher heten Loir-et-Chériens. Michel Delpech bezong hen in 1977 in zijn chanson Loir-et-Cher.

### Demografische evolutie sinds 1962
| Naam         | Index 1962 | Index 1968 | Index 1975 | Index 1982 | Index 1990 | Index 1999 | Index 2008 | Index 2019 |
| ------------ | ---------- | ---------- | ---------- | ---------- | ---------- | ---------- | ---------- | ---------- |
| Loir-et-Cher | 100,0      | 106,8      | 113,1      | 118,1      | 122,0      | 125,6      | 130,3      | 131,2      |
| Frankrijk*   | 100,0      | 107,1      | 113,3      | 117,0      | 121,9      | 126,0      | 133,8      | 140,1      |

| Naam         | Inw./Km² 1962 | Inw./km² 1968 | Inw./km² 1975 | Inw./km² 1982 | Inw./km² 1990 | Inw./km² 1999 | Inw./km² 2008 | Inw./km² 2019 |
| ------------ | ------------- | ------------- | ------------- | ------------- | ------------- | ------------- | ------------- | ------------- |
| Loir-et-Cher | 39,5          | 42,2          | 44,7          | 46,7          | 48,2          | 49,7          | 51,5          | 51,9          |
| Frankrijk*   | 84,2          | 90,1          | 95,4          | 98,5          | 102,7         | 106,1         | 112,7         | 119,7         |

Frankrijk* = exclusief overzeese gebieden
Bron: Recensement Populaire INSEE - 1962 tot 1999 population sans doubles comptes, nadien Population Municipale
In 2021 telde Loir-et-Cher 331.915 inwoners.

### De 10 grootste gemeenten in het departement
| Nr. | Gemeente                 | Aantal inwoners (2022) |
| --- | ------------------------ | ---------------------- |
| 1   | Blois                    | 47.092                 |
| 2   | Romorantin-Lanthenay     | 18.377                 |
| 3   | Vendôme                  | 15.566                 |
| 4   | Vineuil                  | 8.050                  |
| 5   | Le Controis-en-Sologne   | 6.787                  |
| 6   | Mer                      | 6.294                  |
| 7   | Salbris                  | 4.880                  |
| 8   | Lamotte-Beuvron          | 4.519                  |
| 9   | La Chaussée-Saint-Victor | 4.488                  |
| 10  | Saint-Laurent-Nouan      | 4.249                  |

## Afbeeldingen

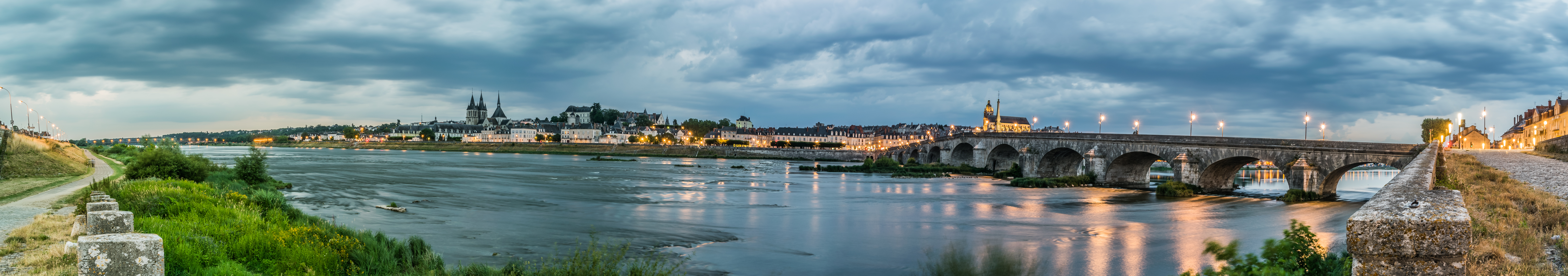
Gezicht op Blois
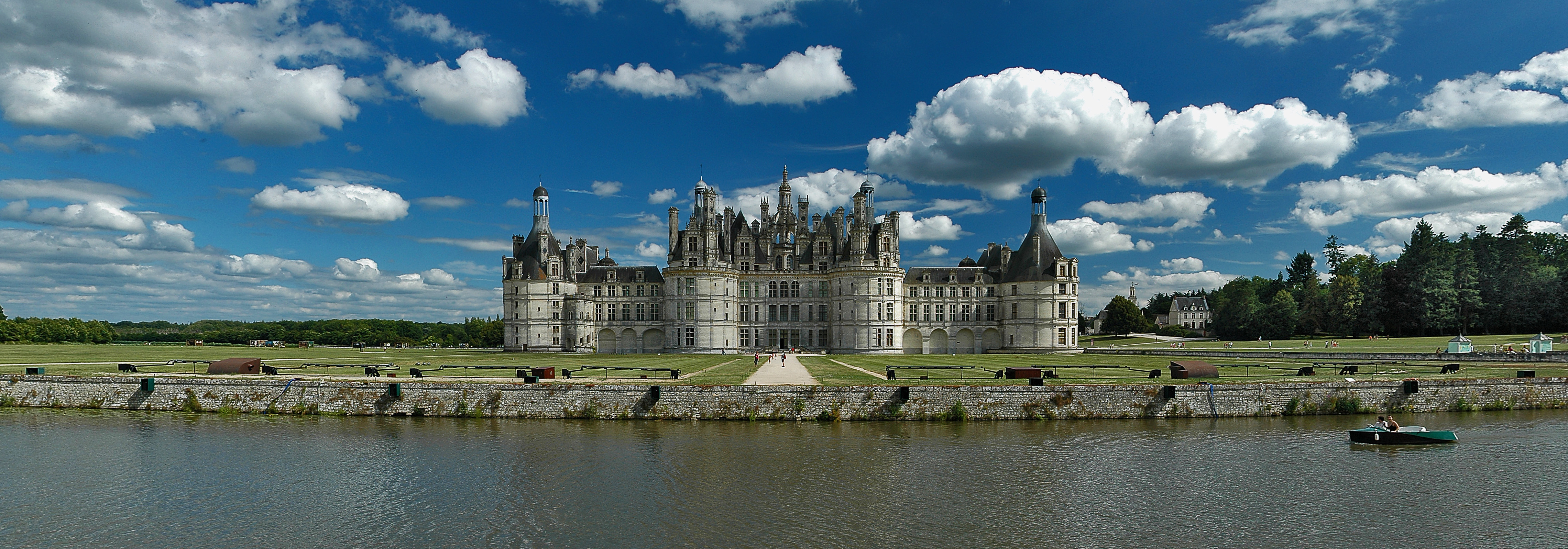
Kasteel van Chambord
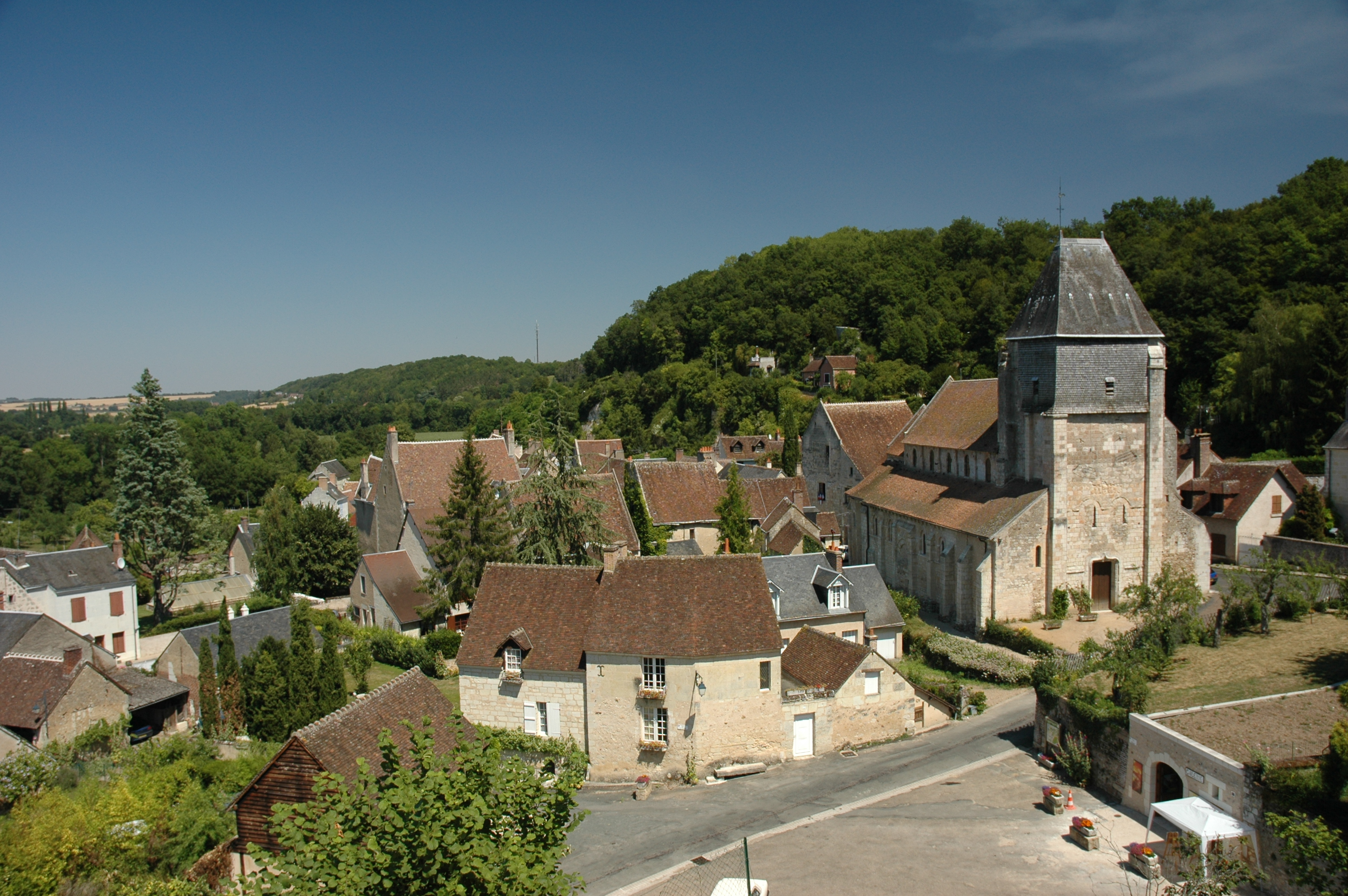
Lavardin
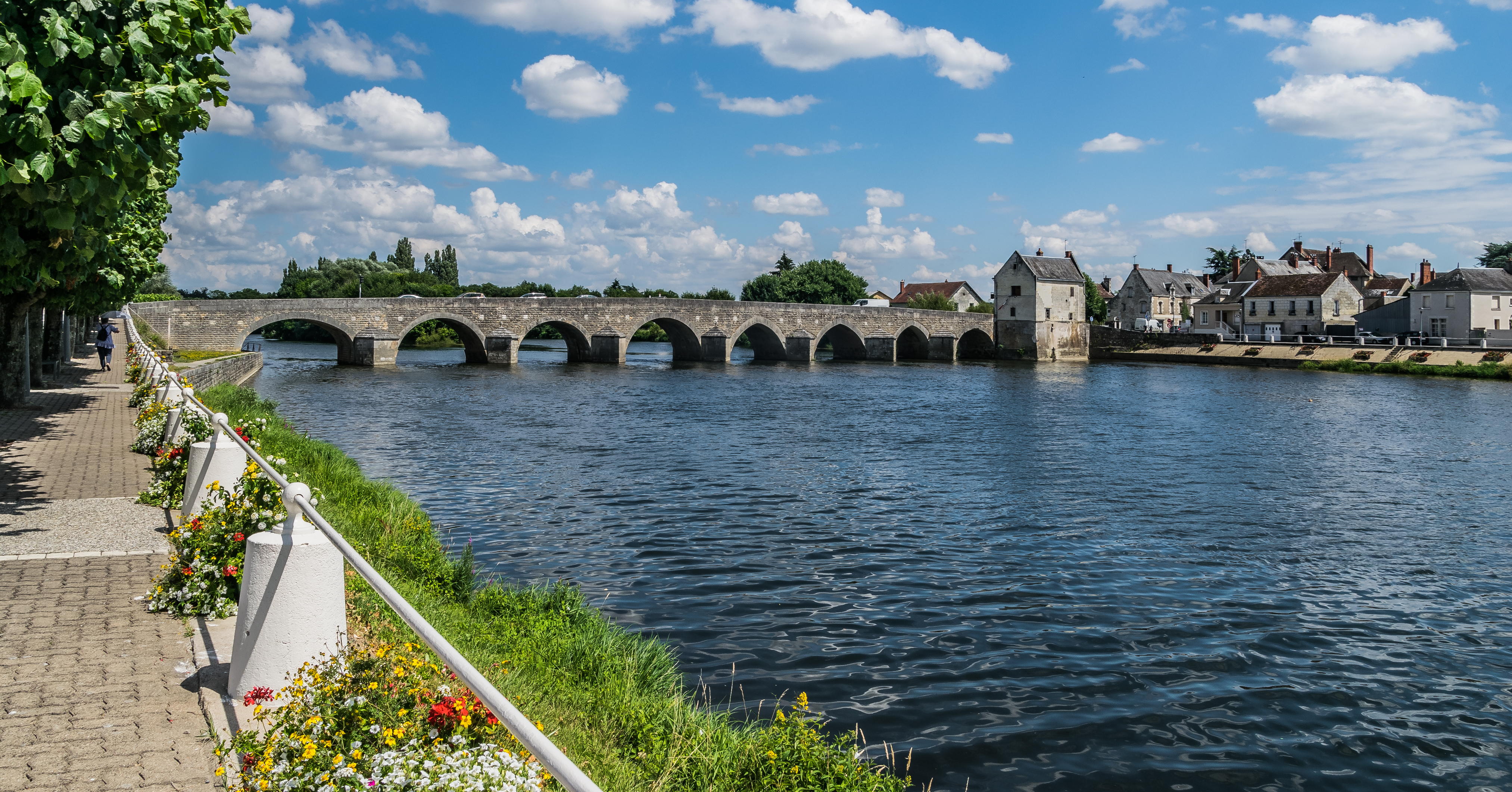
Montrichard